# Barrio gris
Barrio gris es una película argentina de 1954, dirigida por Mario Soffici, protagonizada por Carlos Rivas y Alberto de Mendoza. Estrenada en Buenos Aires el 28 de octubre de 1954. Ganadora del Cóndor de Plata como mejor película de 1955. Esta película fue filmada en el barrio de Sarandi, partido de Avellaneda.

## Sinopsis
La película está referida a los "barrios grises", llamados en la Argentina "villas miseria", en los que viven los trabajadores menos calificados o recién llegados de las áreas rurales a los cordones industriales.

## Actores
Los intérpretes del filme fueron:
- Carlos Rivas ...(Federico)
- Alberto de Mendoza ...(Claudio)
- Jorge Morales... (Cigüeña)
- Mirtha Torres ...(Zulema)
- Elida Gay Palmer ...(Rosita)
- Fernanda Mistral... (Laura)
- Mauricio Espósito
- Ana Arneodo ...(Madre de Federico)
- Fernando Siro... (Ricardo)
- Edda Alba ...(La Ñata)
- Mario Soffici ...(Gervasio, el pintor)
- Ubaldo Martínez ...(Baldomero Luna)
- Luis Arata ...(Don García, el farmacéutico)
- Tito Grassi
- Ricardo Trigo... (El Correntino)
- Walter Reyna
- Alberto Terrones ...(Don Córdoba)
- Vicente Ariño... (Don Avelino)
- Mercedes Escribano ...(Ramona)
- Hugo Lanzillotta ...(Federico niño)
- Carlos Cotto ...(Padre de Zulema)
- Lorenzo Mendoza
- Laura Notari
- Eduardo Foglizzio
- Tomás Ramón León
- Pedro Tavoliere ...(Claudio niño)
- María Esther Corán ...(Verdulera)
- Alberto Quiles ...(Policía)
- Domingo Santarcieri
- Centro Murga Los Pegotes de Florida

## Premios
- Premios Cóndor de Plata (1955): mejor película.
- Joaquín Gómez Bas recibió la Medalla de Oro otorgada de la Comisión Nacional de Cultura por la novela "Barrio gris", escrita en 1952, sobre la que se realizó el guion.